# Martin Strnad (trenér)
Martin Strnad (8. listopadu 1914 Brno – 20. října 2002 Brno) byl český trenér ledního hokeje, sportovec a pedagog.

## Ocenění
- 1994 uznání Českého svazu ledního hokeje
- 1996 Učitel roku, brněnský Školský úřad
- 1997 Cena města Brna za celoživotní práci při výchově mládeže a za propagaci a rozvoj ledního hokeje
- 2000 čestné občanství města Boskovice[2]
- 2000 Cena Fair play za celoživotní práci, Český olympijský výbor